# أوليفيا هارلان
أوليفيا هارلان (من مواليد 8 أبريل 1993) هي مذيعة رياضة أمريكية، وتعمل حاليًا كمعلقة رياضية لدى (إي إس بي إن) لكرة قدم الجامعات، ودوري كرة القدم على ويست وود سبورتس واحد، وشبكة بيج تن لكرة السلة.

## النشأة والتعليم
نشأت هارلان بـأوفرلاند بارك بولاية كانساس في الولايات المتحدة. والدها المعلق الرياضي كيفن هارلان، وجدها بوب هارلان الرئيس التنفيذي السابق لـغرين باي باركز. حصلت على لقب ملكة جمال مراهقات كانساس الولايات المتحدة في 2010. وتخرجت من جامعة جورجيا عام 2014.

## المجال الوظيفي
قامت هارلان بتغطية مؤتمر رابطة الجنوب الشرقي وتجمع ساحل الأطلسي لصالح قناة (فوكس) الرياضية و(رايكوم). وشاركت في استضافة سلسلة ويب معسكر تدريب جرين باي باكرز اليومية، وعملت كمعلقة رياضية لمبارايات ما قبل الموسم على شبكة تلفزيون باكرز. عملت أيضا مراسلة رياضية في مباريات أتلانتا هوكس لشبكة فوكس. أصبحت أوليفيا ووالدها كيفين هارلان أول ثنائي لأب وابنته لتغطية مبارابات الدوري الوطني لكرة القدم الأمريكية معا. انضمت إلى قناة إي.إس.بي.إن عام 2015. وقامت بتغطية مباريات فريق كرة السلة بـالولايات المتحدة لصالح قناة سي.بي.إس.

## الحياة الشخصية
لدى هارلان ثلاثة إخوة وأخوات. وهي متزوجة من سام ديكر اللاعب السابق في الدوري الأمريكي لكرة القدم للمحترفين. أعطت صحيفة شيبويجان الزوجان لقب أفضل شخصيات عام 2019. وتعمل في مجلس إدارة مؤسسة أسرة سرطان الأطفال.